# Sympiesis smaragdina
Sympiesis smaragdina är en stekelart som beskrevs av Storozheva 1990. Sympiesis smaragdina ingår i släktet Sympiesis och familjen finglanssteklar. Inga underarter finns listade i Catalogue of Life.